# Grêmio Foot-Ball Porto Alegrense

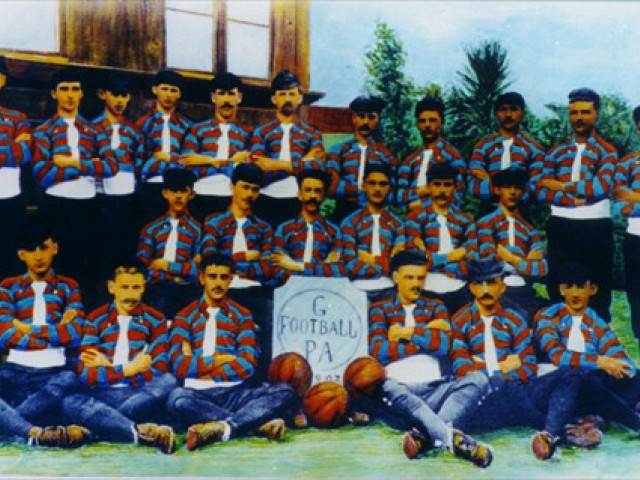
A Grêmio csapata 1903-ból

A Grêmio Foot-Ball Porto Alegrense egy brazil labdarúgócsapat, melyet 1903-ban hoztak létre. Székhelye Porto Alegre. A Gaúcho bajnokság, valamint a Brasileirão tagja.

## Története

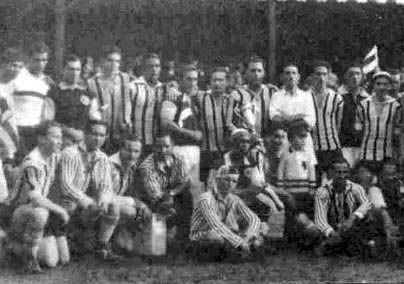
Rio Grande do Sul állam 1931-es bajnokai

A Grêmio csapatát angol és német bevándorlók alapították 1903. szeptember 15-én.
Első hivatalos mérkőzésüket 1904. március 6-án a Fuss Ball Porto Alegre ellen játszották és 1–0 arányban nyerték meg a mérkőzést. 5 hónappal később nyitották meg első stadionjuk a Baixada kapuit.
1909. július 18-án az akkor még csak szárnyaikat próbálgató Internacional ellen 10–0 arányban győztek. A mérkőzésen annyira dominált a Grêmio, hogy közben, akkori kapusuk Kallfelz még a szurkolókkal is beszélgetett. Azóta viszont a legerősebb riválisa az Internacional. Rangadójuk a Gre-Nal szinte mindig telt ház előtt bonyolítódik le.
A Grêmio az egyik alapítója az 1910-ben létrehozott Porto Alegrei városi bajnokságnak, és 1911-ben már el is hódították a trófeát. Egy évvel később 1912. augusztus 25-én 23–0-ra verték meg a Sport Clubs Nacional of Porto Alegrét, ami azóta is a klub legnagyobb arányú győzelme.
Az 1918-ban megalakult Rio Grande do Sul állam bajnoksága a Campeonato Gaúcho, melynek szintén alapító tagja volt a kék-fehér egyesület. Azonban az 1918-as bajnokságot el kellett halasztani az egész államra kiterjedt spanyolnátha járvány miatt.
1919-ben rendezték az első Gaúcho bajnokságot, de az első bajnoki címre 1921-ig kellett várni. Ebben a szezonban játszott a Grêmio legendás kapusa Eurico Lara
Történetükben nagyon sok mérföldkő található. 1911. július 7-én Uruguay nemzeti tizenegyét verték 2–1-re. 1935. május 19-én az első Rio Grande do Sul állami együttes, aki legyőzte 3–2 arányban a Santost, az akkor verhetetlennek hitt São Paulo állami bajnokságból, valamint szintén az első "Gaúcho" csapat, aki a Maracanã stadionban játszott, igaz a Flamengo 3–1-re győzött 1950-ben.
A nemzetközi szereplés sem váratott sokáig, hiszen 1932-ben Uruguayba, Rivera városába látogattak, 1949-ben pedig hősökként tértek haza a Montevideoi Nacional elleni idegenbeli 3–1-es győzelem végett. 1953-1954-es esztendőben Mexikót, Ecuadort és Kolumbiát térképezték fel, majd 1959. február 25-én Argentínában a La Bombonera stadionban vendégeskedtek, viszont a Boca Juniors túl nagy falatnak bizonyult és 4–1-es vereséggel vonultak haza. 1961-ben európai turára indultak. 24 mérkőzést játszottak 11 ország (Franciaország, Románia, Belgium, Görögország, Németország, Lengyelország, Bulgária, Luxemburg, Dánia, Észtország és a Szovjetunió) határait átlépve.
Az 50-es évek végén csatlakoztak a Taça Brasil országos bajnoksághoz és az 1959-es, 1963-as valamint az 1967-es szezonban is az elődöntőig meneteltek. 1968-ban szerezték meg első nemzetközi kupájukat, egy brazil-uruguayi közös rendezésű barátságos tornán.
1971-ben, a Taça Brasil helyébe lépett a Série A, vagyis a Campeonato Brasileiro, melyben az első találatot Grêmio játékos, az argentin Néstor Scotta szerezte.
Vitathatatlanul az 1980-as években volt a csapat aranykorszaka, amit ez év júliusában az új Olímpico Monumental stadion felavatásával indítottak el.

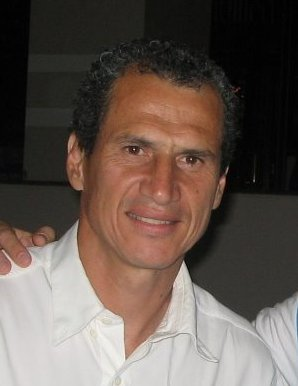
Baltazar góljával az első bajnoki címet abszolválták.

1981. április 26-án a Ponte Preta elleni bajnoki elődöntő, ugyan 0–1-es vereséggel zárult, a stadionban 98 421 szurkoló követte végig a mérkőzést (ami abszolút rekord és megdönteni sem lehetséges, hiszen később a stadion újjáépítése után 50 000 főre szűkítették a befogadó képességet).
Egy héttel később, május 3-án magasba emelhették először a Campeonato Brasileiro serlegét, miután a bajnoki döntőben, hazai pályán 2–1-re, míg idegenben Baltazar góljával a Morumbi Stadionban 1–0 arányban bizonyultak jobbnak a São Paulo csapatánál.

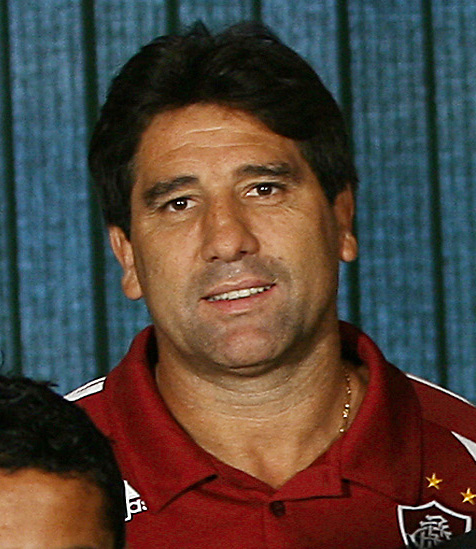
Renato Gaúcho az 1983-as interkontinentális kupadöntő hőse, jelenleg a csapat menedzsere

1983-ban megnyerték a Libertadores-kupát, ahol a döntőben az előző évi dél-amerikai bajnok és Interkontinentális kupa győztes uruguayi Peñarol felett diadalmaskodtak (1–1 Montevideóban, és 2–1 Porto Alegrében). A győztes gólt César szerezte.
Ugyanebben az évben az 1983-as interkontinentális kupa döntőjében a német Hamburger SV-t fektették két vállra. Renato Gaúcho két találatával, 2–1-re győztek.
Los Angelesből, pedig a mexikói Club América ellen, a Copa Interamericana trófeát vitték haza. 1984-ben szintén bejutottak a Libertadores-kupa döntőjébe, de az argentin Independiente jobbnak bizonyult.
A Grêmio 1989-ben nyerte meg először a brazil kupát, amelyben az amatőr és profi egyesületek is indultak. A tekintélyes klub létszám miatt egész Brazília futball-lázban égett. Az elődöntő második mérkőzésén, a legerősebb brazil csapatnak titulált Flamengo elleni 6–1 arányú, figyelemre méltó győzelem után, a döntőben a Sport Recife is 2–1-es vereséget szenvedett.
1991-ben egy nagyon gyenge szezont követően, (történetük során először) kiestek a másodosztályba, ahonnan egy év múlva sikerült újra a feljutni a Série A-ba.
1994-ben Nildo góljával a második brazil kupát helyezhették a klub székházába.

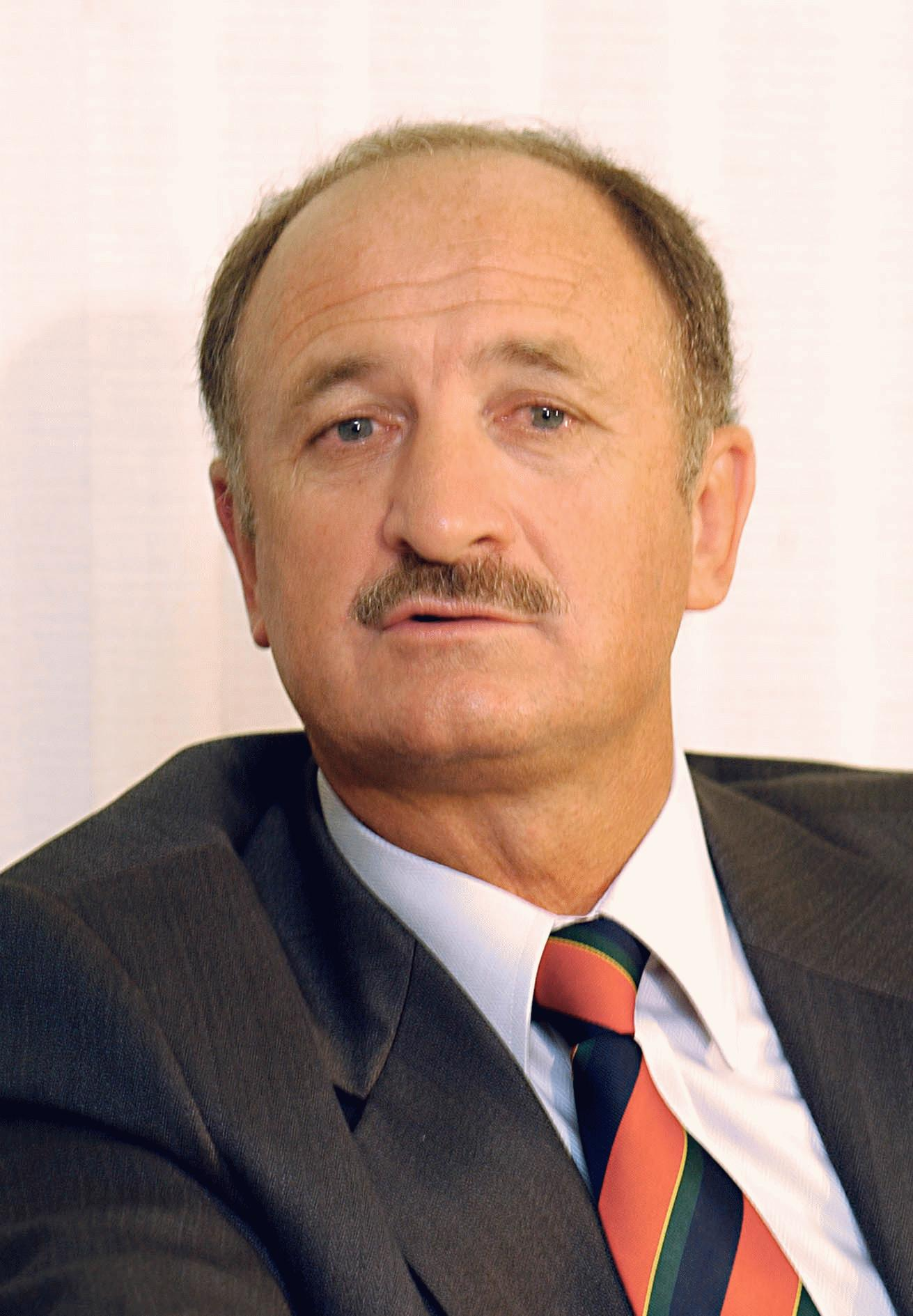
Luiz Felipe Scolari, a sikeredző. 1995-ben Libertadores-kupát, 1996-ban Série A-t, és Recopa Sudamericanát nyertek.

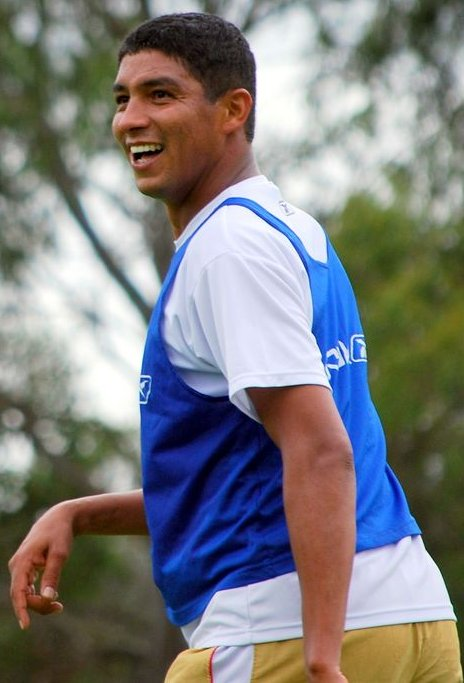
Mário Jardel 73 mérkőzésen 67 találatot jegyzett a klub színeiben.

Luiz Felipe Scolari vezetőedzővel 1995. májusában kupadöntőt játszottak a Corinthians-szal, de  0–1-re elveszítették a mérkőzést.
Augusztusban viszont egy újabb Libertadores-kupával vígasztalódhattak. A kolumbiai Atlético Nacional elől hódították el második alkalommal a trófeát. A sorozatnak volt egy érdekes párosítása is. A Palmeiras akkoriban Brazília legerősebb csapata volt. A negyeddöntőben találkoztak a Grêmioval. Rivaldo, Cafu, Edmundo, César Sampaio, Antônio Carlos, Roberto Carlos és Mancuso vonult ki a pályára a zöldeknél, de ez nem zavarta a Grêmio-t és 5–0-al küldték haza a Palmeirast. Az öt gólból hármat vállalt a második félidőben Jardel. A visszavágón mindent megpróbált a Palmeiras, de az 5–1-es győzelem is kevés volt a továbbjutáshoz.
1996-ban nyerték meg eddigi egyetlen Recopa Sudamericana kupájukat. December 15-én pedig a második bajnoki címüket is megszerezték a Portuguesa ellenében.
A Romárióval felálló Flamengo sem tudta megállítani a kékeket az 1997-es Copa do Brasil döntőjében. Idegenben lőtt több góllal a Grêmio harmadszor szerezte meg a nemzeti kupát. Négy évvel később 2001-ben a negyedik kupa is a vitrinbe került, a Corinthians most vesztesként hagyta el a játékteret.

## Sikerlista

### Hazai
- 2-szeres bajnok: 1981, 1996
- 5-szörös kupagyőztes:  1989, 1994, 1997, 2001, 2016
- 1-szeres szuperkupa-győztes:  1990

### Állami
- 37-szeres Gaúcho bajnok: 1921, 1922, 1926, 1931, 1932, 1946, 1949, 1956, 1957, 1958, 1959, 1960, 1962, 1963, 1964, 1965, 1966, 1967, 1968, 1977, 1979, 1980, 1985, 1986, 1987, 1988, 1989, 1990, 1993, 1995, 1996, 1999, 2001, 2006, 2007, 2010, 2018

### Nemzetközi
- 1-szeres Interkontinentális kupa győztes: 1983
- 3-szoros Libertadores-kupa győztes: 1983, 1995, 2017
- 1-szeres Recopa Sudamericana győztes: 1996

## Játékoskeret
2022. szeptember 9-től
| #  |     | Poszt | Név                                             |
| -- | --- | ----- | ----------------------------------------------- |
| 1  | BRA | K     | Brenno                                          |
| 12 | BRA | K     | Gabriel Grando                                  |
| 31 | BRA | K     | Adriel                                          |
| 41 | BRA | K     | Felipe Scheibig                                 |
|    | BRA | K     | Hugo (kölcsönben a Mirassoltól)                 |
| 3  | BRA | V     | Pedro Geromel                                   |
| 4  | ARG | V     | Walter Kannemann                                |
| 6  | BRA | V     | Diogo Barbosa                                   |
| 22 | BRA | V     | Rodrigo Ferreira (kölcsönben a Mirassoltól)     |
| 30 | BRA | V     | Nicolas (kölcsönben az Athletico Paranaensétől) |
| 33 | BRA | V     | Edílson                                         |
| 34 | BRA | V     | Bruno Alves (kölcsönben a São Paulótól)         |
| 36 | BRA | V     | Natã                                            |
| 5  | BRA | KP    | Thiago Santos                                   |
| 7  | COL | KP    | Jaminton Campaz                                 |

| #  |     | Poszt | Név                                     |
| -- | --- | ----- | --------------------------------------- |
| 14 | BRA | KP    | Pedro Lucas                             |
| 15 | BRA | KP    | Lucas Leiva                             |
| 16 | BRA | KP    | Lucas Silva                             |
| 27 | PAR | KP    | Mathías Villasanti                      |
| 28 | BRA | KP    | Thaciano                                |
| 39 | BRA | KP    | Bitello                                 |
| 43 | BRA | KP    | Jhonata Varela                          |
| 59 | BRA | KP    | Gabriel Silva                           |
| 9  | CHN | CS    | Elkeson                                 |
| 10 | BRA | CS    | Ferreira                                |
| 11 | BRA | CS    | Guilherme                               |
| 17 | BRA | CS    | Biel (kölcsönben a Fluminensétől)       |
| 20 | BRA | CS    | Janderson (kölcsönben a Corinthianstól) |
| 25 | BRA | CS    | Jhonata Robert                          |
| 29 | BRA | CS    | Diego Souza                             |